# Карловачка ада
Карловачка ада (Ко Чанг) налази се на Дунаву, у близини Сремских Крловаца. Овај пешчани спруд стар две деценије, већим својим делом прекривен је растињем. Ко Чанг припада заштићеном подручју Ковиљско-петроварадински рит, па у складу са тим постоје и норме понашања које је важно поштовати.

## Назив
Недалеко од Сремских Карловаца, налази се острво које многи називају Ко-Чанг. Разлог је веома једноставан: оно неодољиво подсећа на треће највеће острво на Тајланду и због тога се неко одважио да му надене овај надимак. Међутим, то није његово једино име, зову га још и Карловачко или Мајнумнско острво, а и Дунавски Малдиви .

## Локација
Смештен је између Дунавца и Копачког рита, а од Карловаца бродићем или чамцем који креће са обале код хотела Дунав се до њега може стићи за свега 10-ак минута.

## Туризам
Шта је повезује са Тајландом? Па свакако бели, ситни песак, на широкој обали. И то је прво што ће вас дочекати и одушевити када крочите из чамца. Јер, управо се овако долази до острва - такси чамцима који вас превозе са обале испод чарде код чувеног хотела Дунав, где такође можете уживати пре или после вожње. До острва може да се стигне катамараном који полази испред хотела “Дунав”. Сокови и пиво могу да се купе на острву и релативно су јефтини, а може и да се попије кафа или поједу палачинке или мекике. Вода је фантастично чиста, прозирна, плитка и идеално је место и за децу. На њему се налазе барови, терен за одбојку и две плаже. Једна се налази на северној страни и она је више за оне који желе да искусе нетакнуту природу овог места и одмарају, док је друга за све оне који воле активности или имају децу.